# Річкові монітори типу «Фетх-Уль Іслам»

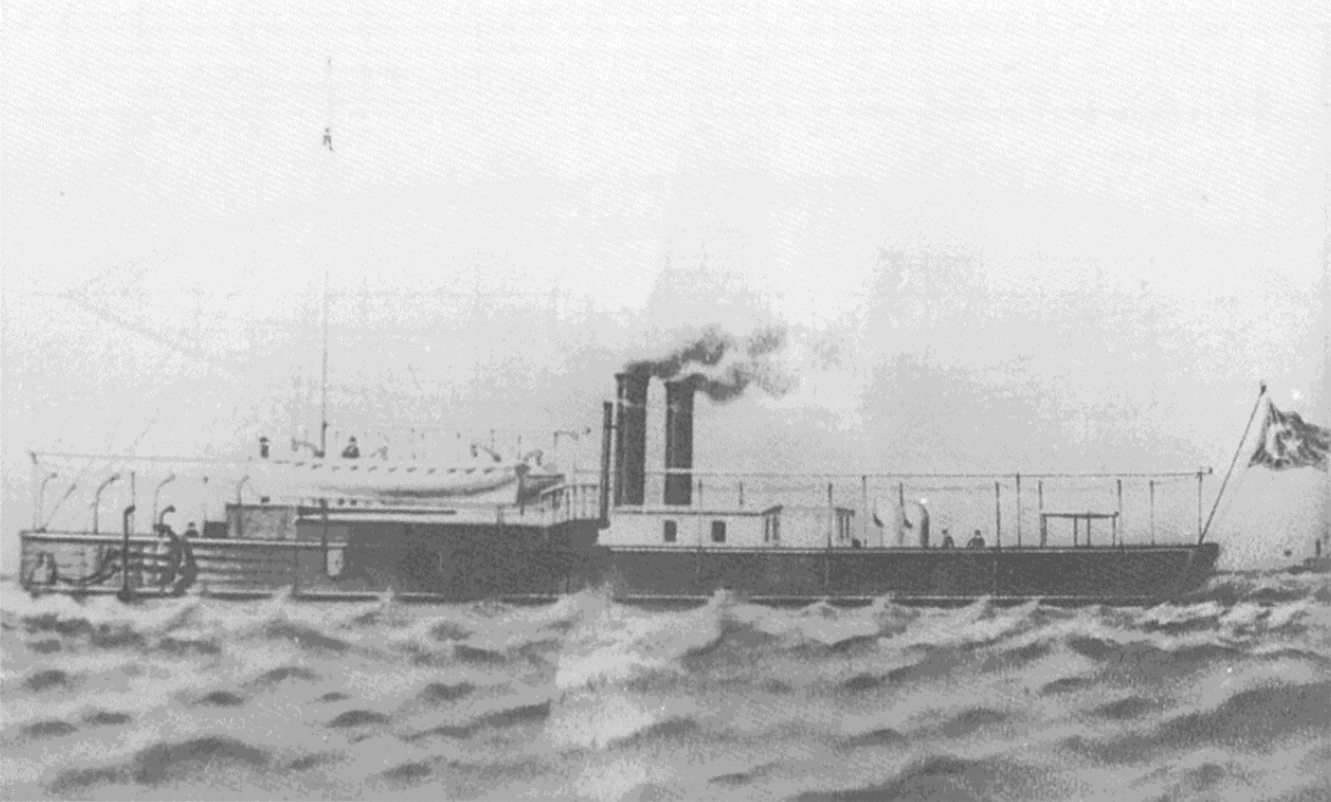
Зображення головного корабля типу «Feth-ül İslam», 1875 рік.

Річкові монітори типу «Фетх-Уль Іслам» — п'ять невеликих броненосців, замовлених Османською імперією для служби на Дунаї у Франції. Побудовані 1865 року, головний корабель типу дослужив до 1908.
Корабі типу: «Feth-ül İslam», «İşkodra», «Böğürtlen», «Podgoriçe», «Semendire» (з 1879- «Memduhiye»).

## Технічні характеристики
Попри офіційну класифікацію як монітори (османською: Zırhlı duba), технічно являли собою броненосці з центральною батареєю. Їх нормальна водотонажність складала лише 335 тон, озброєння — дві 160 міліметрові дульнозарядні нарізні гармати Армстронга. Мали два гвинти, осадка становила 1,70 метри. Бронювання поясу та батареї 76 міліметрів, на носі та кормі — 51 мілліметр.
В 1871 році у ході модернізації кораблі додатково отримали шість 76 міліметрових гармат.

## Служба
Під час російсько-турецької війни 1877—1878 років, 4 квітня 1877 року при захопленні міста Никопол на Дунаї військами Російської імперії були захоплені «Podgorica» та «Iskodra». Обидва монітори знаходилися на мілині з обгорілими палубами, пробитими котлами та зруйнованими каютами. У машин були відсутні лише кілька деталей, які були терміново замовлені росіянами у Франції. Завдяки цьому обидва кораблі були відремонтовані за п'ять тижднів. 24 серпня1877 року обидва були включені до складу Черноморского флота в якості моніторів. «Podgorica» отримала нове ім'я — «Нікополь», а «Iskodra» — «Сістово». Незабаром після завершення бойових дій, 8 грудня 1879 року кораблі вивели зі складу флоту.